# Act of War: Direct Action
Act of War: Direct Action là trò chơi máy tính thuộc thể loại chiến lược thời gian thực do hãng Eugen Systems phát triển và Atari, Inc. phát hành vào năm 2005. Câu chuyện của game được viết tường tận bởi Dale Brown, một đại úy đã về hưu của Không quân Mỹ và là một tác giả có sách bán chạy nhất. Một bản mở rộng gọi là Act of War: High Treason được nhà sản xuất phát hành vào tháng 3 năm 2006 ở châu Âu và Úc. Cả bản gốc và mở rộng của trò chơi về sau được phát hành dưới tiêu đề Act of War: Gold Edition vào ngày 28 tháng 9 năm 2007 ở châu Âu. Vào tháng 9 năm 2015 Eugen Sytems đã cho ra mắt tựa game Act of Aggression vốn được coi là người thừa kế tinh thần của Act of War.

## Cốt truyện
Act of War lấy bối cảnh thế giới trong "một tương lai gần" khi mà giá xăng ở Mỹ đã đạt hơn mức giá 7 đô la một gallon do khủng hoảng kinh tế. Trò chơi bắt đầu lúc Thượng sĩ Jefferson và biệt đội Delta Force đang tiến hành một cuộc đột kích tại nơi nào đó trên vùng biên giới giữa Libya và Algérie, để bắt giữ Imad Kazim, lãnh đạo của tổ chức Salafist Group for Call and Combat. Rồi một tuần trước khi "Diễn đàn Năng lượng Thế giới" họp tại London nước Anh, một cơ sơ lọc dầu ở Houston bị phá hủy bởi một vụ đánh bom khủng bố. Lo ngại về khả năng xảy ra một cuộc tấn công vào Diễn đàn Năng lượng, phía Mỹ đã phải triển khai một đơn vị quân sự tối mật tinh nhuệ gọi là Task Force Talon; Thượng sĩ Jefferson, một thành viên của đơn vị này và đội biệt kích Task Force Talon được chính phủ giao nhiệm vụ bảo vệ Diễn đàn Năng lượng Thế giới. Cuộc tấn công đáng sợ vẫn diễn ra bất chấp sự bảo vệ nghiêm ngặt của lực lượng cảnh sát và biệt đội Task Force Talon, những kẻ tấn công đã bắt cóc hai nhân vật chủ chốt: Arthur Kingman, Giám đốc điều hành của tập đoàn TransGlobal Energy (TGE), và Yegor Zakharov, người đại diện của tập đoàn tài chính năng lượng thế giới. Task Force Talon phải tìm cách giải thoát hai nhân vật quan trọng này một cách mau chóng trước khi họ bị giết.
Đột nhiên, một phe khủng bố không rõ danh tín đã tung ra một đòn tấn công quân sự lớn ở San Francisco. Quá sức bất ngờ, quân đội Mỹ liền gửi Jefferson và biệt đội Task Force Talon tới trợ giúp lực lượng quân sự địa phương diệt trừ quân xâm lược. Nhờ sự chi viện kịp thời của Task Force Talon, những kẻ tấn công cuối cùng cũng bị vô hiệu hóa. Để bảo vệ chống lại các cuộc tấn công khác ngay trên lãnh thổ nước Mỹ, chính phủ Mỹ đã ra lệnh thu hồi toàn quân: quân đội Mỹ từ khắp nơi trên thế giới được lệnh phải trở về tổ quốc. Tư lệnh lực lượng biệt kích Task Force Talon, Thiếu tá Jason Richter có vẻ không hài lòng với mệnh lệnh thu hồi quân. Ông nhận thấy rằng mục tiêu chính của các vụ tấn công khủng bố ở Houston, London, California và những nơi khác trên khắp thế giới chính là TGE, công ty xăng dầu đang trên bờ vực giải quyết cuộc khủng hoảng dầu mỏ. Richter nghĩ rằng nếu không có quân đội Mỹ đóng tại Ai Cập, lực lượng khủng bố sẽ tiêu diệt TGE. Vì vậy, Thiếu tá Richter đã chống lại mệnh lệnh của Tổng thống và triển khai lực lượng Task Force Talon đến Ai Cập.
Với sự trợ giúp của Tướng Kelly, Jefferson và Task Force Talon đổ bộ lên đất nước Ai Cập và ngăn chặn kẻ thù của họ. Họ phải tìm cách thu thập đủ tin tức tình báo nhằm thuyết phục Tổng thống Mỹ hỗ trợ sự phòng thủ quân sự tại khu công nghiệp liên hợp của TGE ở Ai Cập. Trong một trận chiến xảy ra sau đó bên trong nhà máy lọc dầu TGE Ai Cập, Jefferson và Task Force Talon đã triển khai những công nghệ quân sự tiên tiến nhất chống lại một kẻ thù giờ có trong tay pháo tự hành và xe tăng tàng hình. Cuối cùng, Task Force Talon thắng thế. Sau trận chiến ở Ai Cập, Task Force Talon cuối cùng đã phát hiện ra danh tính kẻ thù của họ: Consortium thực ra nằm dưới sự lãnh đạo của Zakharov. Sau một hồi mới nhận dạng được Zakharov, chính phủ Mỹ, Task Force Talon và chính phủ Nga bèn khởi động một cuộc tấn công chung nhằm triệt tiêu Zakharov, kẻ có cả một căn cứ ở nước Nga và hiện đang sở hữu một đội quân đông đảo, một lực lượng không quân nhỏ và ngay cả dàn tên lửa đạn đạo Iskander 9K720. Nhờ sự chung sức của cả hai bên, Zakharov sau cùng bị sa lưới.
Đích thân Thiếu tá Richter đã dẫn Zakharov tới nước Mỹ. Tuy vậy, ngay khi vừa đặt chân về nước thì ông đã nhận ra rằng thủ đô Washington, D.C. hiện đang nằm dưới sự chiếm đóng quân sự của Consortium. Ngay cả khi quân đội Mỹ ráng giải phóng Điện Capitol Hoa Kỳ, Sư đoàn Thiết giáp số 81 quân Mỹ (hay lực lượng của phe Consortium đang giả dạng họ) để giải cứu Zakharov. Sau đó, Sư đoàn Thiết giáp đã đánh chiếm khu vực Nhà Trắng. Tổng thống Mỹ cố gắng sơ tán Nhà Trắng trước khi quân chiếm đóng đến nơi; thế nhưng, chiếc trực thăng chở Tổng thống bị bắn hạ. Chỉ có sự trợ giúp của Task Force Talon, tổng thống mới thoát khỏi bị bắt giữ làm con tin. Cuối cùng, cả Thiếu tá Richter và Tướng Kelly đã cố gắng tập hợp lực lượng còn lại của quân đội Mỹ và Task Force Talon đã mở một cuộc phản công vào liên quân Consortium-Mỹ đang chiếm đóng Nhà Trắng. Trong trận chiến cuối cùng này, họ phải đối mặt với một kẻ thù sử dụng công nghệ quân sự tiên tiến nhất vốn được coi là thí nghiệm hay nguyên mẫu quân sự tuyệt mật của Mỹ. Ngay cả khi họ chiếm lại Nhà Trắng, Zakharov đã phải dùng đến siêu vũ khí mạnh nhất của mình, The Falling Star, một vũ khí hủy diệt hàng loạt từ trên vũ trụ. Vừa điều động hàng rào phòng ngự tên lửa Patriot nhằm ngăn chặn Falling Star, Task Force Talon và quân đội Mỹ cũng triển khai tên lửa hành trình để phá hủy căn cứ của Zakharov. Zakharov được cho là đã chết sau khi Thiếu tá Richter đang đứng trên đỉnh của một miệng núi lửa khổng lồ cháy âm ỉ, ra lệnh phân tích DNA những mảnh còn sót lại của các thi thể nằm lăn lóc khắp nơi.

## Lối chơi
Trò chơi bao gồm một sự kết hợp các đoạn phim cắt cảnh kết xuất trước và phim người đóng hơn một giờ. Cảnh phim người đóng được quay ở Montreal, Canada vào mùa hè năm 2004. Những đoạn phim cắt cảnh kết xuất trước được thực hiện bằng cách sử dụng kỹ thuật machinima, trong đó một người chơi khi được quay lại từ các góc độ khác nhau (với tất cả các yếu tố giao diện ẩn). Đoạn video ghi lại sau đó được xử lý hậu trường và được cung cấp với các hiệu ứng âm thanh và hội thoại.
Act of War có nhiều điểm khác lạ trong lối chơi như binh lính bị thương nặng sẽ không thể di chuyển được nữa và khó lòng tham chiến cho đến khi họ nhận được sự trợ giúp về y tế, khả năng đoạt lấy tù binh, các công trình đều có thể bị phá hủy y như ngoài đời, và khả năng tạo ra chướng ngại vật. Không giống như các game RTS mà những đơn vị quân tác động lên tất cả xung quanh có thể được sản xuất hàng loạt và sử dụng gần như độc nhất hơn các đơn vị khác, Act of War đòi hỏi người chơi phải sử dụng một loạt các đơn vị ứng với những chiến lược đa dạng.

## Phe phái

### Quân đội Mỹ
Quân đội Mỹ (United States military) đích thực là cỗ máy chiến tranh thông thường của Act of War với những đơn vị quân sự quen thuộc (như trong ngày phát hành của game) như Thủy quân lục chiến Mỹ, AH-64 Apache, biệt kích Delta Force, Humvee, xe tăng chiến đấu chủ lực M1 Abrams, Hệ thống pháo phản lực bắn loạt M109 Paladin và M270 (M270 MLRS). Phe này sở hữu số lượng lớn nhất của các đơn vị và nâng cấp, mỗi cái chuyên dùng cho một vai trò nhất định. Ví dụ, F-15 chỉ có thể tấn công các đơn vị không quân khác, mặc dù nó là đơn vị máy bay chiến đấu tốt nhất trong game. Trong khi đó lính bắn tỉa dùng để tiêu diệt bộ binh khá hữu hiệu nhưng khó mà chống lại bất cứ đơn vị nào khác. Một điểm yếu của phe này ở chỗ là phải tuân theo trình tự DEFCON. Quân đội Mỹ bắt đầu ở DEFCON 3. Nhằm tiếp nhận đầy đủ sức mạnh của mình thì buộc phải nâng cấp lên DEFCON 2 (tốn 5000$) và sau đó đến DEFCON 1 (tốn 4500$).

### Task Force Talon
Task Force Talon là một binh chủng tuyệt mật của quân đội Mỹ. Thành viên của nó toàn là những người xuất chúng từ các binh chủng khác trong quân đội Mỹ. Họ được trang bị vũ khí và các thiết bị chiến đấu tiên tiến nhất. Task Force Talon dưới sự chỉ huy của chính Jason Richter, một trong những nhân vật chính từ câu chuyện trong game với sự giúp đỡ của Jefferson. Task Force Talon bao gồm các đơn vị mà tại thời điểm phát hành của trò chơi đều là một trong những đơn vị quân sự hiện đại đang trong quá trình thử nghiệm và mang hơi hướng kỳ quái. Các đơn vị này bao gồm RQ-4 Global Hawk, loại máy bay trinh sát không người lái, đơn vị quân S.H.I.E.L.D., mộtloại lính bộ binh mặc một bộ đồ bộ xương ngoài trang bị cả súng máy và tên lửa, và Spinner Tank, một chiếc xe tăng điều khiển từ xa không người lái có thể thay đổi vũ khí của nó từ một khẩu súng chống tăng thành một khẩu pháo phòng không hay một máy bay ném bom không người lái.
Task Force Talon chỉ tập trung vào tính linh hoạt. Ví dụ, Buggy, xe trinh sát của Task Force Talon, có thể nâng cấp tên lửa và trở thành một đơn vị phòng không; trong khi đó, F-35 Joint Strike Fighter của Task Force Talon là một máy bay chiến đấu đa năng có thể tấn công cả công trình và máy bay địch. Tuy nhiên, sự đa năng này lại đi kèm với chi phí cao: các đơn vị và nâng cấp của Task Force Talon đều rất tốn kém vì những lý do có lợi và AI không thể sử dụng hầu hết các đơn vị Task Force Talon một cách hợp lý bởi vì tất cả các đơn vị trong game về sau rất cần một số quản lý vi mô cơ bản và lập kế hoạch chiến lược. Vì vậy, mất quá nhiều đơn vị trước một trận đấu do việc dùng sai và lựa chọn chiến lược tệ hại nhanh chóng quyết định kết quả của trận đánh.

### Consortium
Consortium là một nhóm các công ty dầu mỏ và khủng bố hướng đến việc tạo ra một sự độc quyền dầu mỏ cũng như thao túng các sự kiện chính trị vì lợi ích cá nhân. Consortium trong Sự biến Transglobal Energy nằm dưới sự lãnh đạo của Yegor Zakharov, nhân vật phản diện chính của trò chơi. Consortium hoạt động ở hai chế độ: Undercover và Revealed. Trong chế độ Undercover, những nhà lưu trú của Consortium đang mua chuộc/chiêu mộ lính đánh thuê, quân khủng bố và các chính phủ nhất định vào làm công việc bẩn thỉu của họ, dựa nhiều hơn vào các đơn vị rẻ tiền sản xuất đại trà chẳng hạn như lính bộ binh được trang bị AK-74 cũng như vũ khí quân sự dư thừa giống như Task Force Talon cung cấp tính linh hoạt đáng kể trong trận chiến. Tuy nhiên trong chế độ Revealed, Consortium sẽ triển khai trang thiết bị chiến đấu công nghệ cao như YF-23 Black Widow II, một loại máy bay tàng hình, Akula Stealth Tank, một chiếc xe tăng tàng hình được trang bị hai khẩu súng railgun và Optical-Camo Soldier, một loại lính bộ binh mặc đồ ngụy trang quang học. Điều mỉa mai là trong chế độ Revealed, hầu hết các đơn vị quân của phe Consortium đều có khả năng tàng hình.

## Âm thanh
Nhạc nền do Marc Canham và Jonathan Williams sáng tác, và được thực hiện tại Nimrod Studio Orchestra. Nó được phát hành vào ngày 7 tháng 7 năm 2006.
| Track listing (42:58) | Track listing (42:58)    | Track listing (42:58) |
| STT                   | Nhan đề                  | Thời lượng            |
| --------------------- | ------------------------ | --------------------- |
| 1.                    | "Act Of War"             | 2:24                  |
| 2.                    | "Libya"                  | 1:58                  |
| 3.                    | "Houston Bomb"           | 2:13                  |
| 4.                    | "Terrorist Movement"     | 3:32                  |
| 5.                    | "Finding The Limo"       | 1:18                  |
| 6.                    | "The Plan Evolves"       | 3:37                  |
| 7.                    | "San Francisco in Ruins" | 3:41                  |
| 8.                    | "Blitz"                  | 2:00                  |
| 9.                    | "The Reveal"             | 0:48                  |
| 10.                   | "Calling The Troops"     | 1:16                  |
| 11.                   | "No Communication"       | 1:32                  |
| 12.                   | "False Hopes"            | 2:02                  |
| 13.                   | "Falling Star"           | 2:35                  |
| 14.                   | "Riot"                   | 1:31                  |
| 15.                   | "Terrorist Shoot Down"   | 2:19                  |
| 16.                   | "Hostage"                | 2:05                  |
| 17.                   | "The End"                | 8:07                  |

## Chuyển thể
Tiểu thuyết Act of War: Direct Action, với sự kết hợp nhuần nhuyễn giữa những phương tiện quân sự tối tân và cốt truyện chính trị hấp dẫn, đã trở thành một trong những cuốn tiểu thuyết chiến tranh hay nhất được dàn dựng thành game. Tuy nhiên tác giả của truyện và game này, Dale Brown, thực tế đã góp phần sản xuất game trước rồi mới chấp bút viết lên cuốn sách cùng tên.